# Didymopogon
Didymopogon es un género de plantas con flores perteneciente a la familia de las rubiáceas. Incluye una sola especie: Didymopogon sumatranum (Ridl.) Bremek. (1940).